# Лашхрери
Лашхрери (груз. ლაშხრერი) — село в Грузии, на территории Местийского муниципалитета края (мхаре) Самегрело-Верхняя Сванетия.

## География
Село находится в северо-западной части Грузии, на правом берегу реки Ингури, на расстоянии приблизительно 16 километров (по прямой) к западу от посёлка городского типа Местиа, административного центра муниципалитета. Абсолютная высота — 1365 метров над уровнем моря.

## Население
По результатам официальной переписи населения 2014 года в Лашхрери проживало 8 человек (3 мужчины и 5 женщин). В национальной структуре населения грузины составляли 100 %.
| Год  | Население, человек |
| ---- | ------------------ |
| 2002 | 31                 |
| 2014 | ↘ 8                |